# Епархия Серриньи
Епархия Серриньи (лат. Dioecesis Serrignensis) — епархия Римско-Католической церкви c центром в городе Серринья, Бразилия. Епархия Серриньи входит в митрополию Фейра-ди-Сантаны. Кафедральным собором епархии Серриньи является собор святой Анны.

## История
22 июля 2008 года Римский папа Бенедикт XVI выпустил буллу Christi mandato, которой учредил епархию Серриньи, выделив её из архиепархий Фейра-ди-Сантаны и епархий Паулу-Афонсу. В этот же день епархия Серриньи вошла в митрополию Фейра-ди-Сантаны.

## Ординарии епархии
- епископ Ottorino Assolari (2008 - по настоящее время)

## Источник
- Annuario Pontificio, Ватикан, 2007